# Sanguines (film)
Pour plus de détails, voir Fiche technique et Distribution.
Sanguines est un film franco-portugais réalisé par Christian François et sorti en 1988.

## Fiche technique
- Titre : Sanguines
- Réalisation : Christian François
- Scénario : Christian François
- Photographie : Laurent Dailland
- Décors : Christian Siret
- Son : Jean Minondo et Frédéric Ullmann
- Musique : Dan Belhassen et Marc Brafman
- Montage : Violette Marfaing
- Production : Animatógrafo - Tyra Productions
- Pays d'origine :  France -  Portugal
- Durée : 95 minutes
- Date de sortie : France - 22 juin 1988

## Distribution
- Mathieu Carrière : Johann
- Clémentine Célarié : Marine
- Yves Beneyton : Pierre
- Marie-Christine Barrault : Nedie
- Gérard Hernandez : Alvaro
- Amanda Langlet : Berryl
- Karine Silla